# Pratapgarh, Rajasthan
Pratapgarh är en stad i delstaten Rajasthan i nordvästra Indien. Den är administrativ huvudort för distriktet Pratapgarh och hade cirka 40 000 invånare vid folkräkningen 2011. 